# Chesterfield (New York)
Chesterfield település az Amerikai Egyesült Államok New York államában, Essex megyében. Lakosainak száma 2476 fő (2020. április 1.).

## Népesség
A település népességének változása:

| 2010 | 2 445 |
| 2020 | 2 476 |